# Fabio de Jesús Morales Grisales
Fabio de Jesús Morales Grisales CSsR (* 27. Juli 1934 in Neira; † 10. Februar 2025 in Buga) war ein kolumbianischer Ordensgeistlicher und römisch-katholischer Bischof von Mocoa-Sibundoy.

## Leben
Fabio de Jesús Morales Grisales trat der Ordensgemeinschaft der Redemptoristen bei und empfing am 4. Oktober 1959 das Sakrament der Priesterweihe.
Papst Johannes Paul II. ernannte ihn am 15. April 1991 zum Apostolischen Vikar von Sibundoy und Titularbischof von Budua. Der Apostolische Nuntius in Kolumbien, Erzbischof Paolo Romeo, spendete ihm am 15. Juni desselben Jahres die Bischofsweihe; Mitkonsekratoren waren Rafael Arcadio Bernal Supelano CSsR, Bischof von Arauca, und Ramón Mantilla Duarte CSsR, Bischof von Garzón.
Der Papst erhob das Apostolische Vikariat am 29. Oktober 1999 zum Bistum Mocoa-Sibundoy und Morales zu dessen erstem Diözesanbischof. Am 18. Oktober 2003 nahm Papst Johannes Paul II. seinen vorzeitigen Rücktritt an.